# Pieter van Dale

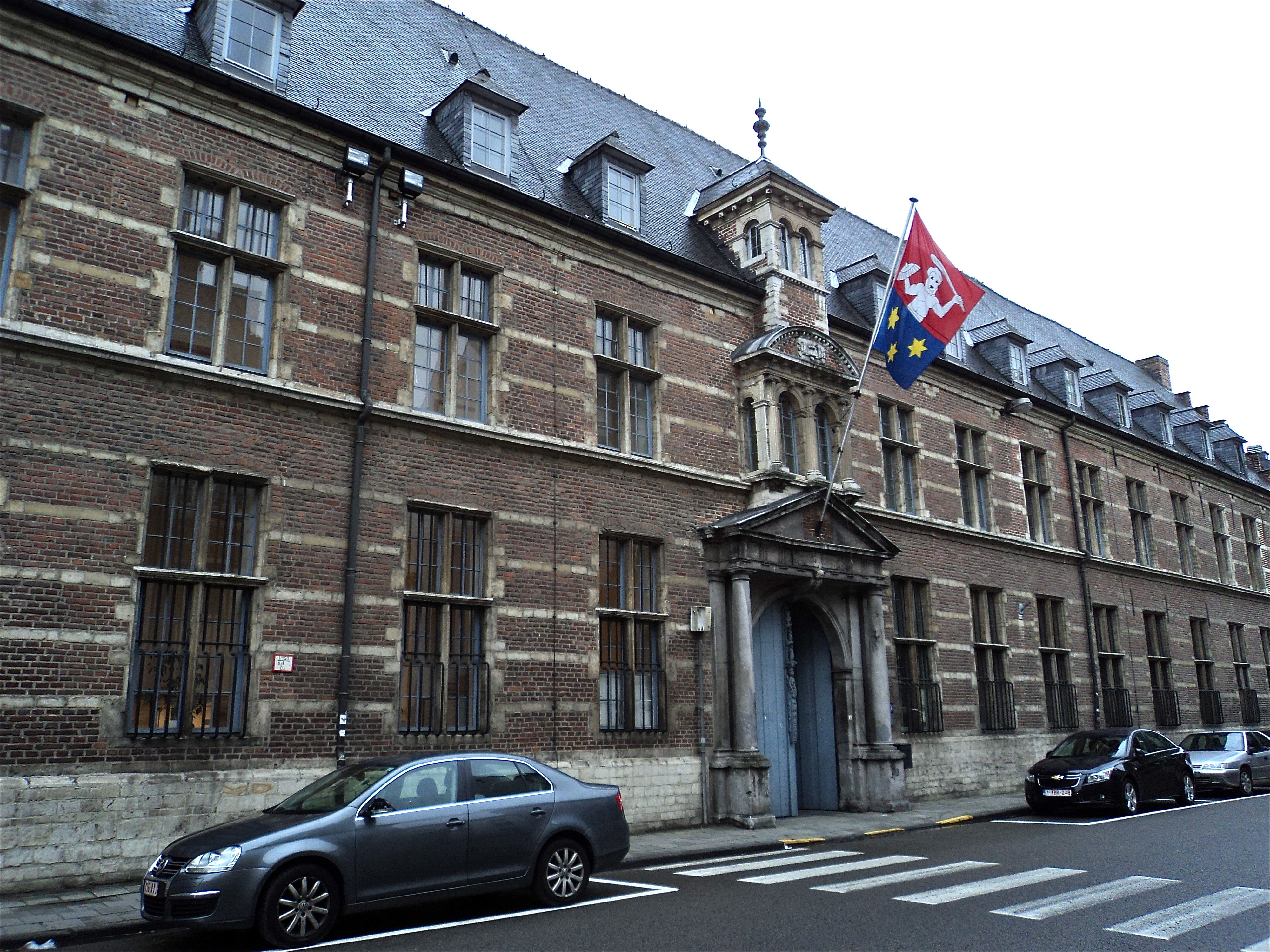
Pieter van Dale stichtte het Van Dalecollege in Leuven (België)

Pieter van Dale (Antwerpen, 1504 – aldaar, 1582) stichtte het Van Dalecollege aan de Leuvense universiteit in de toenmalige Spaanse Nederlanden.

## Levensloop
Pieter van Dale werd geboren in Antwerpen. Aan de universiteit Leuven behaalde hij de doctorstitel utriusque iuris, wat wil zeggen in de beide rechten. Hij keerde terug naar Antwerpen als kanunnik in het kapittel van de Onze-Lieve-Vrouwekathedraal. Daarnaast was hij deken van de Sint-Martinuskerk in Aalst. 
In 1569 stichtte van Dale in Leuven het Van Dalecollege in de Naamsestraat. Dit studentenhuis met tuin en wijngaard was bestemd voor studerende familieleden van hem, alsook voor studenten uit Antwerpen en Aalst, de twee steden waar van Dale kerkelijk actief was. De kapel van het studentenhuis werd ingewijd in 1571. Studenten werden verplicht een soutane te dragen en de kerkdiensten bij te wonen. 
Na zijn dood in 1582 werd het stoffelijk overschot overgebracht van Antwerpen naar Leuven. Hij werd in de kapel van zijn college begraven.